# Düdingen
Düdingen é uma comuna da Suíça, no Cantão Friburgo, com cerca de 7.065 habitantes. Estende-se por uma área de 30,82 km², de densidade populacional de 229 hab/km². Confina com as seguintes comunas: Barberêche, Bösingen, Friburgo (Freiburg im Üechtland/Fribourg), Granges-Paccot, Gurmels, Kleinbösingen, La Sonnaz, Schmitten, Tafers.
A língua oficial nesta comuna é o Alemão.